# 浜田平
浜田 平（濱田、はまだ ひとし、1895年（明治28年）1月18日 - 1945年（昭和20年）9月17日）は、日本の陸軍軍人。最終階級は陸軍中将。

## 経歴
高知県長岡郡大篠村明見（現・南国市明見）出身。浜田正之・礼の四男として生まれた。高知第一中学校（現高知県立高知追手前高等学校）卒業を経て、1916年（大正5年）5月、陸軍士官学校（28期）を卒業。同年12月、砲兵少尉に任官。1918年（大正7年）11月、陸軍砲工学校普通科を卒業し、1919年（大正8年）11月、同校高等科（25期）を卒業。陸軍工科学校教官などを経て、1925年（大正14年）11月、陸軍大学校（37期）を卒業した。
1925年12月、野砲兵第4連隊中隊長に就任。1926年（大正15年）12月、参謀本部付勤務となり、1928年（昭和3年）5月から7ヶ月間、外国語学研究のためサンフランシスコに留学。同年12月、参謀本部員（米班）に就任し、1931年（昭和6年）8月、砲兵少佐に昇進。1934年（昭和9年）12月、メキシコ公使館付武官に発令され、1936年（昭和11年）8月、砲兵中佐に進んだ。1937年（昭和12年）8月に帰国し参謀本部付となる。同年11月、大本営陸軍部報道部員（宣伝課長）に就任。
1938年（昭和13年）7月、砲兵大佐に昇進し中支那派遣軍参謀部付となり日中戦争に出征。1939年（昭和14年）3月、北支那方面軍参謀（報道部長）に転じ、第9師団司令部付、山砲兵第16連隊長を経て、1944年（昭和16年）10月、陸軍少将に進み参謀本部付となる。同年11月、関東軍情報部奉天支部長（特務機関）に就任し、1943年（昭和18年）3月、俘虜情報局長官に転じた。1944年（昭和19年）11月、泰国駐屯軍参謀長に発令され太平洋戦争に出征。同年12月、組織改編で第39軍参謀長となり、1945年（昭和20年）3月、陸軍中将に進級。同年7月、再度の組織変更で第18方面軍参謀副長に就任し終戦を迎えた。同年9月、バンコクで自決した。

## 親族
- 妻 浜田治子（陸軍大佐・日下丹造の娘）[1]
- 兄 浜田陽児（陸軍少将）[1]